# Pablo Justiniani (halterófilo)
Pablo Justiniani (9 de marzo de 1952) es un levantador de pesas panameño. Compitió en el evento masculino de peso semipesado en los Juegos Olímpicos de 1976.

## Biografía
Justiniani compitió en los Juegos Panamericanos de 1975 celebrados en la Ciudad de México, México ganó la medalla de bronce en la prueba de levantamiento de pesas en la categoría peso semipesado-82,5 kg. Compitió en los Juegos Olímpicos de Montreal 1976 el 24 de julio de 1976 compitió en la prueba de levantamiento de pesas en donde quedó en la posición once en la categoría Peso semipesado en donde levantó 295.0 k.